# Шамши-Адад IV
Шамши-Адад IV (букв. «Мое солнце — Адад») — царь Ассирии приблизительно в 1054—1050 годах до н. э.
Шамши-Адад IV — младший сын Тиглатпаласара I. Согласно «Ассирийскому царскому списку», до своего восшествия на ассирийский престол находился в Вавилонии (в ассирийских документах — Кардуниаш). Он захватил власть, устранив своего племянника Эриба-Адада II. О четырёхлетнем правлении Шамши-Адада IV известно очень немного. Упоминается только, что он восстановил один из разрушенных храмов.